# پری‌شاهرخ کوبا
پری‌شاهرخ کوبا (نام علمی: Icterus melanopsis) نام یک گونه از سرده پری‌شاهرخ بر جدید است.